# テゴペルテ
テゴペルテ (Tegopelte) は、約5億年前のカンブリア紀に生息した化石節足動物の一属。全身が巨大な楕円形の甲羅に覆われる。カナダのバージェス動物群で見つかった Tegopelte gigas という1種のみ知られている。

## 名前
学名「Tegopelte」はギリシャ語「tegos」（タイル）と「pelte」（毛皮）の合成語、模式種（タイプ種）の種小名「gigas」はギリシャ語の「巨大」の意味で、それぞれ本属の甲羅の形と本種の大きさにちなんで名付けられた。

## 化石

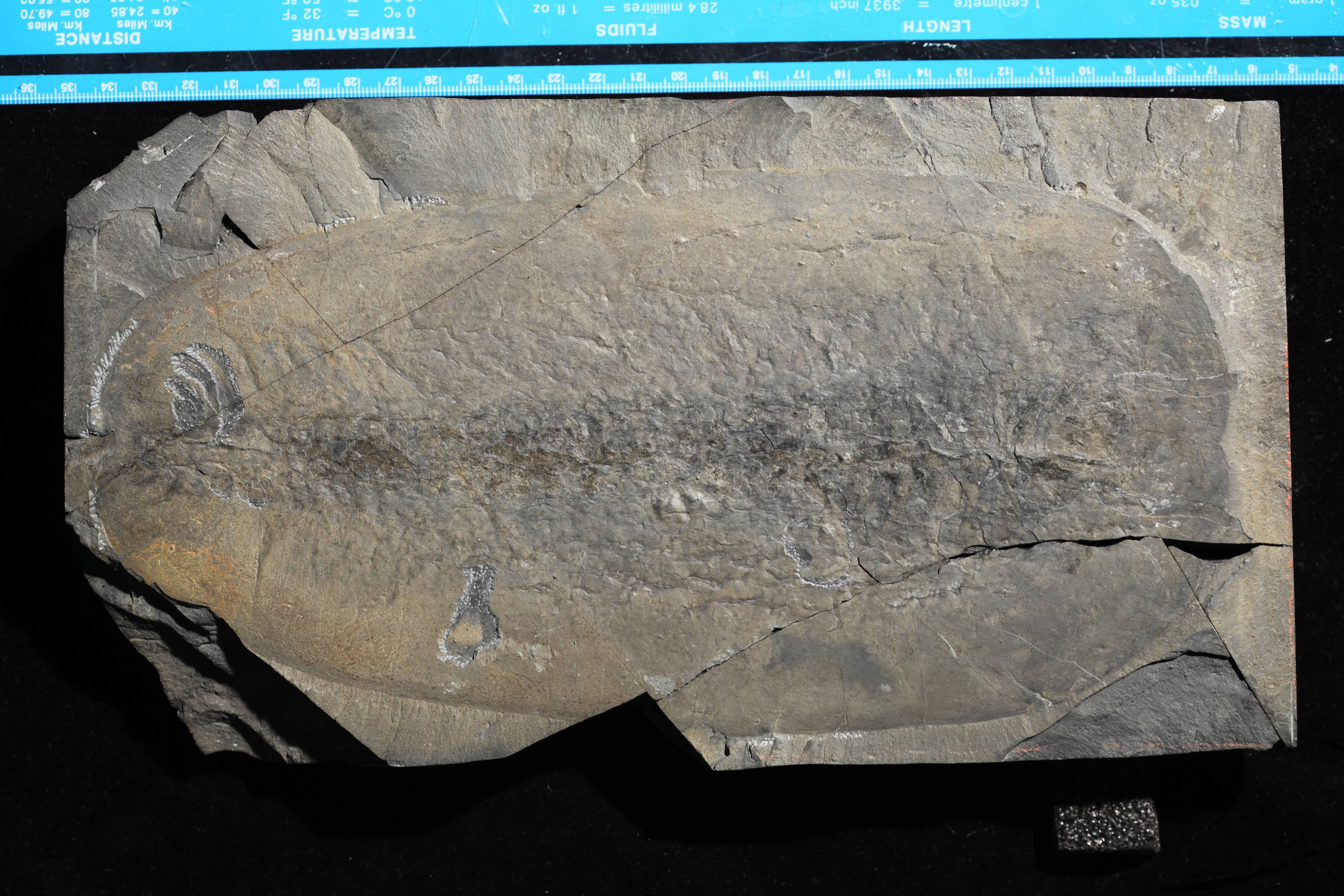
Tegopelte gigas の正基準標本USNM PAL 189201

テゴペルテの体の化石は、カナダブリティッシュコロンビア州のバージェス頁岩（バージェス動物群、カンブリア紀ウリューアン期、約5億500万年前）の Walcott Quarry Shale Member (Bathyuriscus-Elrathina Zone) のみから産出し、2011年現在では腹面を保存された2点の標本のみ知られている。なお、同じ産地の Kicking Horse Shale Member (Glossopleura Zone) には本属由来と思われる足跡化石（生痕化石）が5点見つかっている。

## 形態
カンブリア紀の動物にしては巨大な種類であり、最大の個体は体長28cm、横幅14cmに及ぶ。数多くの体節は頭部と胴部に分かれるが、背面の外骨格、すなわち頭部の背甲 (head shield) と胴部の背板 (tergite) は全て1枚の甲羅に癒合した。この甲羅は縦長い楕円形で硬化しておらず、前後両端の中央がわずかに陥入するが、それ以外の縁辺部は滑らかで、体節を示す境目や棘は存在しない。また、その背面は単調で、近縁種（サペリオンなど）に見られるような体節の溝もなかったとされる（Whittington 1985 では化石の縁辺部に見られる4本の境目を基に1枚の頭部背板・3枚の胸部背板・1枚の尾部背板が分節したとされるが、Ramsköld et al. 1996 以降ではその「境目」は化石化の圧縮過程でできた折り目であり、生きている時にはなかったとされる）。
腹面は1対の側眼（複眼）・1枚の甲皮 (anterior sclerite)・1枚のハイポストーマ (hypostome) ・1対の触角が頭部に、33対の脚が頭部から尾部にかけて配置されるが、詳細が不明確な部分も多い（甲皮・ハイポストーマ・脚の基部など）。甲皮とハイポストーマはわずかに重なり、先端が不明な触角はその左右から正面に突き出す。側眼は細長い水滴状で触角基部の左右に配置される。脚は二叉型で後方ほど短く、原節 (protopod) から鰭状の外肢 (exopod) と歩脚型の内肢 (endopod) に枝分かれするとされるが、原節と内肢前半は不明確。外肢は2節で後縁に数多くの葉状の構造体 (lamella) が並び、内肢は先端4節と爪のみ明確に知られている。
内部構造として消化管が知られており、体節/脚ごとに短い消化腺がその左右から枝分かれしている。

## 生理学と生態

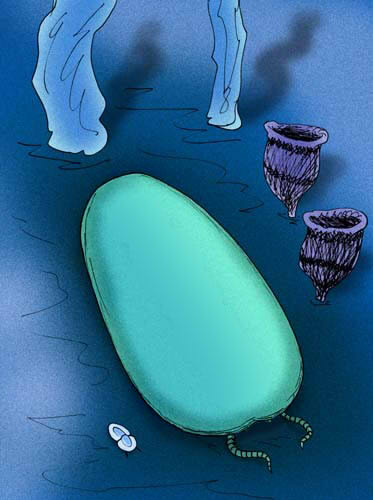
バージェス動物群の海底に生息するテゴペルテ（左下はナラオイア）

テゴペルテの歩行と足跡形成の過程

テゴペルテは主に海底の表面を這い回る底生生物であったと考えられる。足跡化石によると、テゴペルテは数多くの脚を波打たせて前進するが、その際に後方数対の脚（第26-33対）は短すぎるため始終接地せず、残り25対の脚は8対間隔で3対のみ同時に接地したと考えられる。普段は緩慢に歩くが、より素早い前進や急カーブもできたとされる。触角は感覚器、外肢の構造体は呼吸用の鰓で短時間の遊泳にも用いられたとされる。
前述した機動性と消化腺をもつことにより、テゴペルテの食性は捕食性か腐肉食性であったと考えられる。同時にテゴペルテは知られる中でバージェス動物群における最大の活動的な底生生物であるため、カンブリア紀の大型頂点捕食者は外洋（アノマロカリスなど）だけでなく、海底にもあったことも示唆される。

## 分類

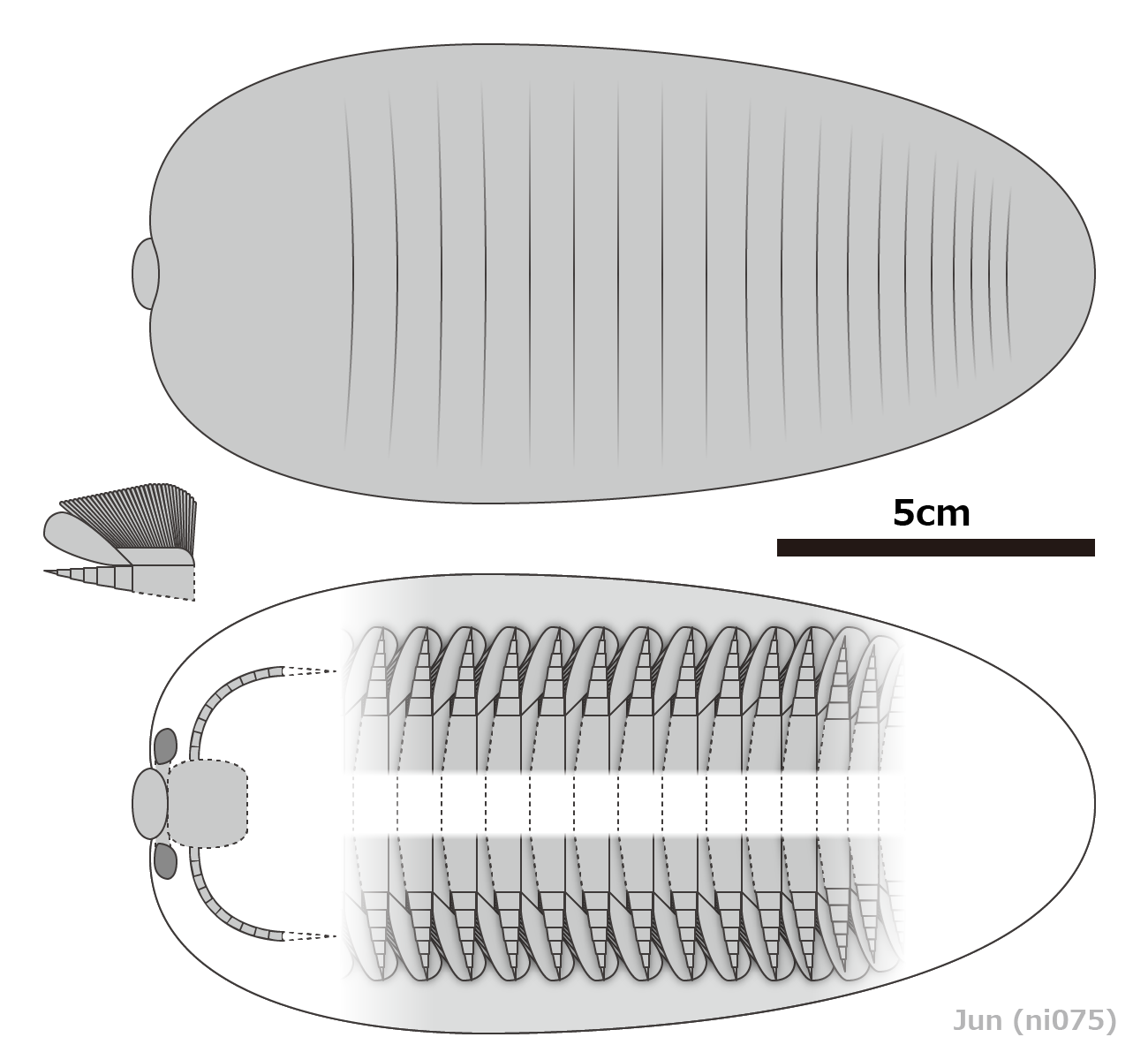
サペリオン

テゴペルテは古生物のみ知られる節足動物の分類群Artiopoda類の三葉形類に属する。かつては三葉虫と考えられていたが、この分類は後に否定され、代わりにクアマイアやヘルメティアなどと共にConciliterga類（Helmetiida類）をなし、中でもサペリオンやシキオルディアとの類縁関係が多くの系統解析に支持される。この3つの属は1枚の甲羅に癒合した背面が共通点で、そのうちテゴペルテは甲羅の特徴（体節の溝がない・先頭に甲皮が突出しない）から他の2属と区別できる。